# Puente de la Crea (Venecia)
El puente de la Crea (Ponte della Crea en italiano) , es uno de los muchos puentes peatonales de Venecia. Se encuentra ubicado en el barrio de Cannaregio, muy cerca del puente de Tres Arcos. Sirve para atravesar el río de la Crea, lateral del Canal de Cannaregio.
El puente da continuidad a la fondementa del Cannareggio y encabeza la bocacalle del Río Terra del Crea.

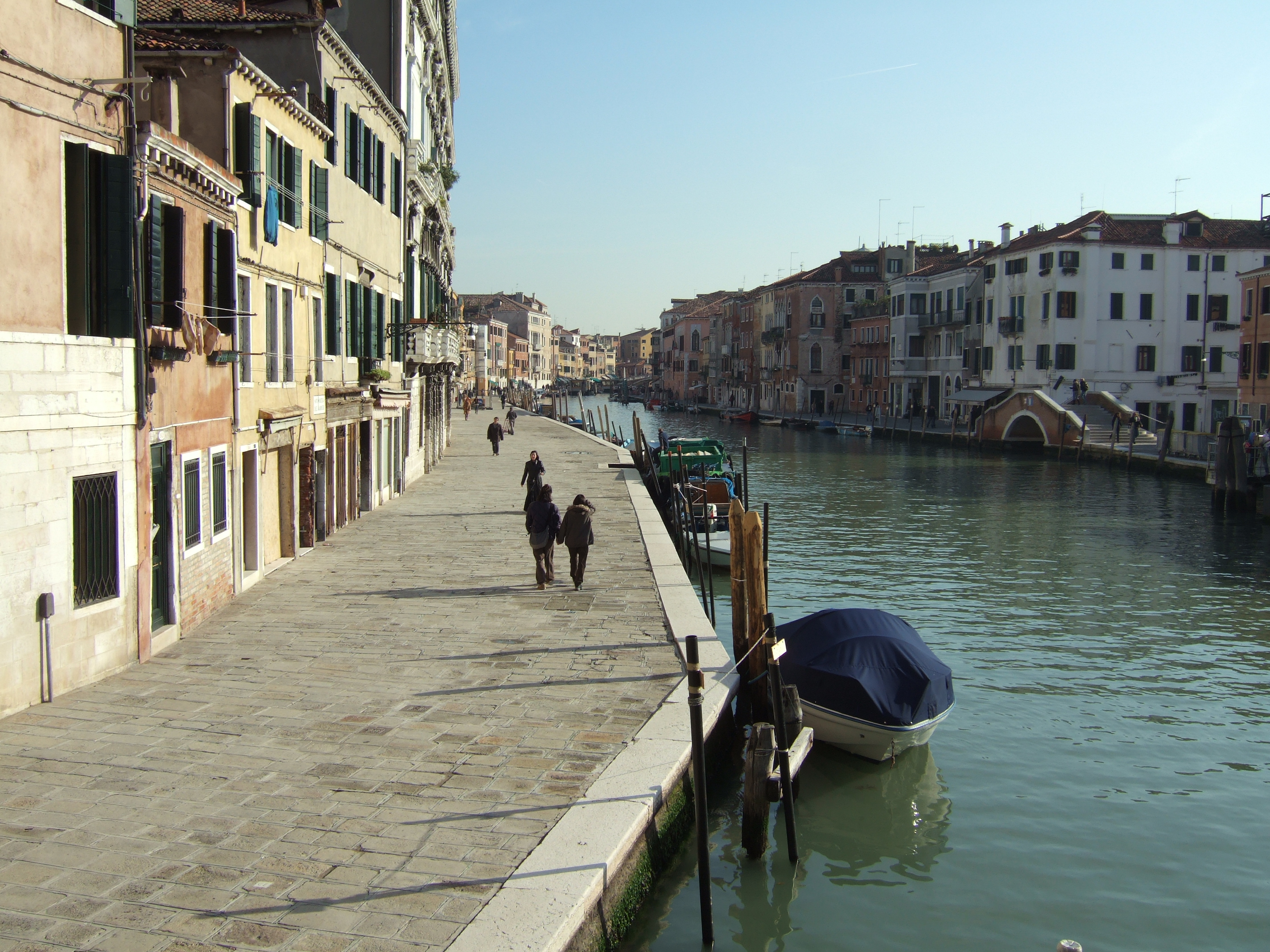
El puente della Crea visto desde el Puente de Tres Arcos